# Munizipalkreis
Ein Munizipalkreis (russisch муниципальный округ, munizipalny okrug) ist eine „munizipale“, d. h. die kommunale Selbstverwaltung betreffende Verwaltungseinheit in der Russischen Föderation auf der Ebene unterhalb der Föderationssubjekte.
Ein Munizipalkreis kann als administrativ-territoriales Gegenstück ein Objekt von Föderationssubjekt-Bedeutung (z. B. eine Stadt von Regionbedeutung) oder einen administrativen Rajon haben. Er ähnelt in seiner Struktur einem „munizipalen“ Stadtkreis und ist für den Fall gedacht, dass von einem einzigen Ort aus zentral verwaltet werden soll, aber der Anteil der städtischen Bevölkerung weniger als 2/3 ausmacht oder die Bevölkerungsdichte weniger als das fünffache der Bevölkerungsdichte der gesamten Russischen Föderation beträgt.
Eingeführt wurden die Munizipalkreise im Jahr 2019. Als erstes bekam im Mai 2019 der vormalige munizipale Wesjegonski rajon in der Oblast Twer diesen Status. Neben der möglichen Umwandlung von munizipalen Rajons in Munizipalkreise sollen in einer Übergangsphase bis zum Jahr 2025 diejenigen (munizipalen) Stadtkreise in Munizipalkreise umgewandelt werden, welche die obigen Bevölkerungskriterien nicht erfüllen. So wurden zum 1. Januar 2022 aufgrund dieser Vorgaben in der Oblast Kaliningrad zwölf Stadtkreise in Munizipalkreise umgewandelt.

## Bezeichnung für Stadtbezirke
In einer weiteren Bedeutung wird der Begriff munizipalny okrug auch für die munizipalen Bezirke der Städte Moskau, Sankt Petersburg und der im Jahr 2014 annektierten Stadt Sewastopol verwendet.